# 걸어도 걸어도
《걸어도 걸어도》(歩いても 歩いても 아루이테모 아루이테모[*])는 2008년에 개봉된 고레에다 히로카즈 감독의 일본 영화이다. 장남의 제삿날에 모인 가족의 하루를 그린 영화이다.

## 줄거리
15년 전에 죽은 형의 제삿날, 료타는 가족과 함께 고향에 내려간다.

## 출연진

### 주연
- 요코야마 료타 - 아베 히로시
- 요코야마 유카리 - 나츠카와 유이

### 조연
- 카타오카 치나미 - 유
- 요코야마 토시코 - 키키 키린
- 요코야마 쿄헤이 - 하라다 요시오
- 요코야마 아츠시 - 다나카 쇼헤이
- 카타오카 노부오 - 다카하시 카즈야
- 고마쓰 겐타로(초밥집 사장) - 데라지마 스스무
- 니시자와 후사 - 카토 하루코
- 카타오카 무츠 - 하야시 료카
- 카타오카 사츠키 - 노모토 호타루
- 고마츠 켄타로 - 테라지마 스스무

## 수상
- 제56회 선댄스 영화제 - 각본가협회상
- 제4회 유라시아 영화제 - 감독상
- 제82회 키네마 준보 베스트 10 - 여우조연상(기키 기린)
- 제51회 블루리본상 - 감독상, 여우조연상(기키 기린)
- 제63회 마이니치 영화상 - 남우주연상(아베 히로시)
- 제3회 아시안 필름 어워드 - 감독상

## 참고 사항
- 고레에다는 부모가 사망한 후 후회와 안타까움으로 영화를 만들었다고 한다.